# Bas Maliepaard
Bas Maliepaard   (Moerdijk, 3 d'abril de 1938 - Breda, 11 de juliol de 2024) va ser un ciclista neerlandès, que fou professional entre 1959 i 1967. Com a amateur, el 1959, guanyà la medalla de plata al Campionat del món en ruta. Com a professional destaca la victòria en la classificació per punts i una etapa en la Volta a Espanya de 1963 i dos campionats nacionals en ruta, el 1960 i 1961.

## Palmarès
- 1959
  - 1r al Omloop der Kempen
  - 1r a la Ronde van Overijssel
  - Vencedor d'una etapa de l'Olympia's Tour
  -  Medalla de plata al Campionat del món en ruta amateur
- 1960
  -  Campió dels Països Baixos en ruta
  - 1r al Gran Premi Flandria
- 1961
  -  Campió dels Països Baixos en ruta
- 1962
  - Vencedor d'una etapa de la Volta a Llevant
  - Vencedor d'una etapa dels Quatre dies de Dunkerque
  - Vencedor d'una etapa del Tour de l'Oise
- 1963
  - 1r al Circuit d'Aquitània i vencedor de 2 etapes
  - 1r al Tour de Picardia
  - Vencedor de 2 etapes de l'Euskal Bizikleta
  - Vencedor d'una etapa de la Volta a Espanya
- 1964
  - 1r al Circuit de la Vienne
  - Vencedor d'una etapa dels Quatre dies de Dunkerque
  - Vencedor d'una etapa de la Volta a Luxemburg

### Resultats al Tour de França
- 1962. 47è de la classificació general
- 1965. 51è de la classificació general
- 1966. Fora de control (2a etapa)
- 1967. Fora de control (16a etapa)

### Resultats a la Volta a Espanya
- 1963. 4t de la classificació general. Vencedor d'una etapa i 1r de la classificació per punts
- 1966. Abandona (18a etapa)
- 1967. 30è de la classificació general